# Илия (Кфури)
Митрополит Илия Кфури (араб. المتروبوليت الياس كفوري‎; род. 1948, Шрин, Горный Ливан) — епископ Антиохийской православной церкви, митрополит Сурский и Сайднский (Тирский и Сидонский) (с 1995), ипертим и экзарх Финикии Прибрежной.

## Биография
Родился в 1947 году в Шрине, в Ливане.
В 1975 году окончил Богословский институт святого Иоанна Дамаскина со степенью бакалавра богословия.
В 1974 году был хиротонисан во пресвитера и служил на приходах города Дамаска.
25 июля 1984 года последовала его хиротония во викарного епископа Сейднайского. Продолжил служить в Дамаске.
24 июля 1995 года был избран митрополитом Тирским и Сидонским.